# Alcoholvergiftiging
Alcoholvergiftiging is het optreden van vergiftigingsverschijnselen door consumptie van alcoholhoudende dranken.
Strikt genomen zijn ook de symptomen van dronkenschap vergiftigingsverschijnselen, maar met alcoholvergiftiging wordt het levensbedreigende stadium voorbij dronkenschap bedoeld. Wanneer het alcoholpromillage in het bloed 3 à 4 promille bereikt (dit verschilt per persoon), beginnen de symptomen van alcoholvergiftiging op te treden. Naast de symptomen van 'gewone' dronkenschap zal de persoon slaperig, suf of afwezig worden en telkens de neiging krijgen in te dutten. Dit kan gepaard gaan met misselijkheid en hevig braken, diarree of een algemeen gevoel van onwelzijn. Meestal merkt men dat sprake is van alcoholvergiftiging doordat het slachtoffer niet meer reageert op prikkels zoals aanspreken, aanroepen, aangrijpen of op de wang tikken. Andere symptomen zijn ademstilstand, coma en eventueel hartstilstand. Een alcoholvergiftiging kan dus dodelijk aflopen, en er komen dan ook regelmatig incidenten voor waarbij dit gebeurt.
Wanneer men alcoholvergiftiging constateert of vermoedt, zal men snel moeten handelen. Indien het slachtoffer nog bij kennis is zal men moeten proberen hem te laten braken en bij kennis te houden voor hij het bewustzijn verliest. Het is verder goed het slachtoffer gerust te stellen, naar een koele of rustige ruimte te brengen, en hem of haar geen verwijten te maken. Sowieso moet iemand die dronken is of aan alcoholvergiftiging lijdt niet alleen worden gelaten.
Bij bewusteloosheid moet zo snel mogelijk een ambulance komen, om het slachtoffer naar het ziekenhuis te vervoeren om zijn maag leeg te pompen. Het is verstandig hem of haar in een stabiele zijligging te leggen met het oog op braken en vrijhouden van de luchtwegen. Indien nodig en beschikbaar kan men het slachtoffer bedekken met een deken. Mocht het slachtoffer niet meer ademen, dan kan men het slachtoffer beademen. Indien men niet weet hoe men moet beademen, kan men het beste de komst van professionele hulpverlening afwachten.
Meestal komt het niet zo ver, doordat iemand die zich zwaar bedrinkt, op een gegeven moment misselijk wordt en moet overgeven, waardoor hij wel moet ophouden met drinken. Wanneer iemand echter in een hoog tempo sterke drank of likeur drinkt, zal de alcohol echter hiervoor te snel worden opgenomen. Andere factoren die meespelen zijn de leeftijd en het geslacht en ervaring met alcoholische dranken. Alcoholvergiftigingsincidenten doen zich voornamelijk voor bij jonge mensen die hun grenzen nog niet kennen. Drankspelletjes en -experimenten, combinaties van alcohol met andere genotsmiddelen en uit de hand gelopen ontgroeningen vormen nogal eens de aanleiding tot alcoholvergiftigingsincidenten.